# Marea Atlàntica
Marea Atlàntica (en gallec: Marea Atlántica) és un moviment ciutadà i partit polític de la ciutat de la Corunya, l'objectiu del qual és construir una proposta política de convergència de cara a les eleccions municipals de maig de 2015. La seva presentació formal com a moviment es va celebrar el 22 de juliol de 2014.
El candidat de la Marea Atlàntica a l'Ajuntament de la Corunya fou Xulio Ferreiro, professor de la Universitat de la Corunya. En el moviment participen diversos partits polítics: Esquerda Unida, Anova-Irmandade Nacionalista, Podemos, Equo, Compromiso por Galicia i Espazo Ecosocialista Galego.
És una de les moltes candidatures d'unitat popular formades per partits d'esquerres que es van presentar a les eleccions municipals de 2015, com Ara Madrid, Barcelona en Comú, Saragossa en Comú, Compostel·la Oberta, Ferrol en Comú, Lugonovo, Marea Pontevedra, Marea de Vigo o Màlaga Ara.

## Resultats electorals
La llista de Marea Atlàntica va quedar en segon lloc a les eleccions locals del 25 de maig de 2015 per una diferència de 28 vots, per darrere de la candidatura del Partit Popular, que encapçalava Carlos Negreira. El 13 de juny de 2015, Xulio Ferreiro és investit alcalde de la ciutat amb els vots de Marea, del PSdeG i del BNG.